# 上郊村
上郊村（かみさとむら）は群馬県の中部、群馬郡に属していた村。歌人・土屋文明の出身地。

## 地理
- 河川 - 井野川

## 歴史
- 1889年（明治22年）4月1日 町村制施行により、生原（おいばら）村、中里村、保渡田（ほどた）村、井出村が合併し西群馬郡上郊村が成立する。
- 1896年（明治29年）4月1日 郡統合（西群馬郡と片岡郡の統合）により群馬郡に属する。
- 1957年（昭和32年）4月1日 箕郷町と群馬町へ分割編入する。
  - 生原地区は箕郷町へ編入する。
  - 中里、保渡田、井出地区は群馬町へ編入する。